# 賀集唱
賀集 唱（かしゅう しょう、1924年（大正13年）10月31日 - 2008年（平成20年）7月26日）は、日本の裁判官。元東京高等裁判所判事部総括。兵庫県神戸市出身。

## 来歴
福井地家裁所長や和歌山地家裁所長を歴任、東京高等裁判所判事部総括で退官。退官後は弁護士登録し、帝京大学法学部教授を務める一方、多方面の役職を歴任した。
民事裁判手続・司法制度分野の権威でもあった。
永年にわたる功労により1994年（平成6年）には勲二等瑞宝章を受章。死後、従三位に叙された。

## 略歴
1944年海軍経理学校卒業、1945年海軍主計中尉、1947年京都帝国大学法学部入学、1949年12月 司法試験第二次試験合格、1950年京都大学法学部卒業、司法修習生、1952年司法修習終了、名古屋地方裁判所・名古屋家庭裁判所判事補、1954年東京家庭裁判所判事補・最高裁判所事務総局民事局付、最高裁判所事務総局総務局付、1957年旭川地方裁判所・旭川家庭裁判所判事補、1958年札幌地方裁判所・札幌家庭裁判所判事補、1960年東京地方裁判所・東京家庭裁判所判事補、1962年東京地方裁判所・東京家庭裁判所判事、1963年司法研修所教官兼、1968年大阪高等裁判所判事、1971年東京地方裁判所判事、1972年同部総括、1973年東京高等検察庁検事・法務大臣官房参事官、1975年法務大臣官房司法法制調査部長兼、1978年東京高等裁判所判事、1980年福井地方裁判所・福井家庭裁判所長。1982年和歌山地方裁判所・和歌山家庭裁判所長、1984年東京高等裁判所判事（部総括）、1989年10月定年退官、帝京大学法学部教授、弁護士登録（東京弁護士会）、1991年臨時行政改革推進審議会専門委員、1994年11月叙勲二等授瑞宝章、2000年帝京大学定年退職。2008年7月26日、肺炎のため死去。没後叙従三位。

## 共編著
- 『判例から見た借地借家の諸問題』伊東秀郎、田尾桃二共編 新日本法規出版 1976
- 『別冊法学セミナー 基本法コンメンタール 民事訴訟法』新版 小室直人共編 日本評論社 1981
- 『民事実務ノート 第1巻』宮川種一郎共編 判例タイムズ社 1987
- 『民事実務ノート 第3巻』本井巽共編 判例タイムズ社 1987
- 『借地・借家の法律相談』編 青林書院 1996 青林法律相談
- 『別冊法学セミナー 基本法コンメンタール 民事訴訟法』第3版 松本博之、加藤新太郎共編 日本評論社 2007-08